# Казале Костантини (Кјети)
Казале Костантини (итал. Casale Costantini) је насеље у Италији у округу Кјети, региону Абруцо.
Према процени из 2011. у насељу је живело 10 становника. Насеље се налази на надморској висини од 890 м.